# لیکوی رخ‌سیاه
لیکوی رخ‌سیاه (نام علمی: Turdoides melanops) نام یک گونه از سرده لیکوها است.